# Little Bay (Anguilla)
Little Bay is een strand en beschermd natuurgebied van Anguilla. Het strand is omringd door hoge zandstenen klippen en kan vooral over water worden bereikt. De zee rond Little Bay bevat een zeegrasgebied en heeft een kraamkamerfunctie voor rifvissen. In 1993 werd het een beschermd natuurgebied.

## Overzicht
Little Bay ligt in het district North Side. In het verleden was het strand te bereiken via the rope, een touw waarmee de 5 tot 6 meter hoge klip kon worden afgedaald, maar het touw is verwijderd, en het strand is alleen via de boot te bereiken. Little Bay is een heel rustig strandje en geschikt voor snorkelen. In de klippen bevindt zich een grot.
Little Bay is een beschermd natuurgebied, en er gelden beperkingen zoals geen gebruik van ankers. Het populaire speervissen is niet toegestaan, maar hengelsport wordt wel toegestaan.
In 2019 werd een 100 meter lang duik- en snorkelpad geopend. Het pad voert langs huisjes van glasvezel die voor de kreeften en vissen op de bodem zijn neergezet en dienen als kunstmatig rif.
Little Bay · Maunday's Bay · Prickly Pear Cays · Sandy Ground · Sandy Island · Shoal Bay